# Rebecca Kenna
Rebecca Kenna (Granger; ur. 11 stycznia 1989 w Keighley) – angielska profesjonalna snookerzystka. W finale pokonała Annę Prysazhnukę 4–1 i wygrała Mistrzostwa Europy Kobiet EBSA w Snookerze 2024. Była wicemistrzynią świata kobiet w bilardzie w 2018 roku. Uczestniczyła w profesjonalnym World Snooker Tour w latach 2022–2024.

## Biografia
Kenna rozpoczęła przygodę z kobiecym snookerem w 2016 roku i już przy pierwszym podejściu dotarła do półfinału mistrzostw świata. Zakończyła swój pierwszy pełny sezon na szóstym miejscu, ponownie docierając do półfinału mistrzostw świata, a także odniosła zwycięstwo nad wielokrotną mistrzynią świata Reanne Evans w drodze do finału Connie Gough Trophy 2017.
W 2018 roku podczas swojego pierwszego turnieju bilardowego dotarła do finału Mistrzostw Świata Kobiet w Bilardzie, przegrywając 209–329 z Emmą Bonney. Było to szóste z rzędu zwycięstwo Bonney w mistrzostwach świata i trzynaste w ogóle.
Kenna była jedną z czterech zawodniczek wybranych do wzięcia udziału w turnieju Women’s Tour Championship 2019, który odbył się w sierpniu 2019 r. w Crucible Theatre. Były to pierwsze mecze kobiet rozegrane w tym obiekcie od 16 lat.
Jest współwłaścicielką Cue Sports Yorkshire, firmy sprzedającej kije i akcesoria. Pracuje również jako trener snookera, posiada certyfikat trenera snookera II stopnia.
Od początku sezonu snookerowego 2022/23 Kenna wywalczyła sobie miejsce w zawodowym tourze snookera na dwa lata, zajmując czwarte miejsce w rankingu kobiet.
Podczas Mistrzostw Europy w Snookerze Kobiet EBSA 2024 Kenna wyeliminowała Ewelinę Piślewską, Wendy Jans i Dianę Stateczny i dotarła do finału, w którym pokonała obrończynię tytułu Annę Prysazhnukę 4–1, zdobywając tytuł. Razem z Tessą Davidson zdobyła także tytuł Europejskiej Drużyny Kobiet.

## Życie osobiste
Kenna urodziła się jako Rebecca Granger. Jest żoną Ashleya Kenny, który jest wraz z nią współwłaścicielem firmy Cue Sports Yorkshire. Pracuje również jako trener snookera, posiada certyfikat trenera snookera II stopnia.

## Występy w turniejach w karierze

### World Snooker Tour
| Ranking                      |               | [ i ]         |               | 98  |
| Turnieje rankingowe          |               |               |               |     |
| Championship League          | A             | A             | A             | RR  |
| European Masters             | A             | A             | LQ            | LQ  |
| British Open                 | NH            | A             | LQ            | LQ  |
| English Open                 | A             | A             | LQ            | LQ  |
| Wuhan Open                   | nie rozegrano | nie rozegrano | nie rozegrano | LQ  |
| Northern Ireland Open        | A             | A             | LQ            | LQ  |
| International Championship   | nie rozegrano | nie rozegrano | nie rozegrano | LQ  |
| UK Championship              | A             | A             | LQ            | LQ  |
| Shoot Out                    | 1R            | 1R            | 1R            | 1R  |
| Scottish Open                | A             | A             | LQ            | LQ  |
| World Grand Prix             | DNQ           | DNQ           | DNQ           | DNQ |
| German Masters               | A             | A             | LQ            | LQ  |
| Welsh Open                   | A             | A             | LQ            | LQ  |
| Players Championship         | DNQ           | DNQ           | DNQ           | DNQ |
| World Open                   | nie rozegrano | nie rozegrano | nie rozegrano | LQ  |
| Tour Championship            | DNQ           | DNQ           | DNQ           | DNQ |
| World Championship           | LQ            | LQ            | LQ            | LQ  |
| Dawne turnieje rankingowe    |               |               |               |     |
| WST Classic                  | nie rozegrano | nie rozegrano | 1R            | NH  |
| Dawne turnieje nierankingowe |               |               |               |     |
| Six-red World Championship   | nie rozegrano | nie rozegrano | LQ            | NH  |

1. ↑  Była amatorką.

| Legenda tabeli wyników              | Legenda tabeli wyników       | Legenda tabeli wyników                     | Legenda tabeli wyników                                                              | Legenda tabeli wyników                     | Legenda tabeli wyników                     |
| ----------------------------------- | ---------------------------- | ------------------------------------------ | ----------------------------------------------------------------------------------- | ------------------------------------------ | ------------------------------------------ |
| LQ                                  | odpadnięcie w kwalifikacjach | #R                                         | odpadnięcie we wczesnej fazie turnieju (WR = runda dzikich kart, RR = faza grupowa) | QF                                         | przegrana w ćwierćfinale                   |
| SF                                  | przegrana w półfinale        | F                                          | przegrana w finale                                                                  | W                                          | zwycięstwo                                 |
| DNQ                                 | nie zakwalifikował/a się     | A                                          | nie brał/a udziału                                                                  | WD                                         | zrezygnował/a w trakcie turnieju           |
| Legenda oznaczeń w tabelach wyników |                              |                                            |                                                                                     |                                            |                                            |
| NH / Nie roz.                       | NH / Nie roz.                | Turniej nie odbył się.                     | Turniej nie odbył się.                                                              | Turniej nie odbył się.                     | Turniej nie odbył się.                     |
| NR / Nie-rank.                      | NR / Nie-rank.               | Turniej nie był zaliczany jako rankingowy. | Turniej nie był zaliczany jako rankingowy.                                          | Turniej nie był zaliczany jako rankingowy. | Turniej nie był zaliczany jako rankingowy. |
| R / Rank.                           | R / Rank.                    | Turniej był zaliczany jako rankingowy.     | Turniej był zaliczany jako rankingowy.                                              | Turniej był zaliczany jako rankingowy.     | Turniej był zaliczany jako rankingowy.     |
| MR / Minor-Rank.                    | MR / Minor-Rank.             | Turniej był zaliczany jako minor ranking.  | Turniej był zaliczany jako minor ranking.                                           | Turniej był zaliczany jako minor ranking.  | Turniej był zaliczany jako minor ranking.  |

### Mistrzostwa Świata Kobiet w Snookerze
| Aktualne turnieje         |               |               |               |               |               |               |               |               |               |               |               |               |               |               |               |
| UK Championship           | A             | QF            | QF            | F             | QF            | F             | SF            | QF            | SF            |               |               |               |               |               |               |
| US Open                   | nie rozegrano | nie rozegrano | nie rozegrano | nie rozegrano | nie rozegrano | nie rozegrano | F             | SF            | SF            |               |               |               |               |               |               |
| Australian Open           | nie rozegrano | nie rozegrano | nie rozegrano | A             | A             | NH            | A             | A             | A             |               |               |               |               |               |               |
| Scottish Open             | nie rozegrano | nie rozegrano | nie rozegrano | nie rozegrano | nie rozegrano | nie rozegrano | SF            | nie rozegrano | nie rozegrano | nie rozegrano |               |               |               |               |               |
| Masters                   | A             | 1R            | SF            | F             | 1R            | SF            | SF            | SF            | QF            |               |               |               |               |               |               |
| WSF Women’s Championship  | nie rozegrano | nie rozegrano | nie rozegrano | nie rozegrano | nie rozegrano | nie rozegrano | nie rozegrano | nie rozegrano | SF            |               |               |               |               |               |               |
| Belgian Open              | nie rozegrano | nie rozegrano | nie rozegrano | QF            | QF            | NH            | SF            | QF            | QF            |               |               |               |               |               |               |
| Asia-Pacific Championship | nie rozegrano | nie rozegrano | nie rozegrano | nie rozegrano | nie rozegrano | nie rozegrano | A             | NH            |               |               |               |               |               |               |               |
| World Championship        | SF            | SF            | SF            | QF            | NH            | SF            | QF            | 2R            |               |               |               |               |               |               |               |
| British Open              | A             | NH            | SF            | nie rozegrano | nie rozegrano | SF            | SF            | SF            |               |               |               |               |               |               |               |
| Dawne turnieje            |               |               |               |               |               |               |               |               |               |               |               |               |               |               |               |
| Eden Classic              | QF            | nie rozegrano | nie rozegrano | nie rozegrano | nie rozegrano | nie rozegrano | nie rozegrano | nie rozegrano | nie rozegrano | nie rozegrano | nie rozegrano |               |               |               |               |
| Connie Gough Trophy       | A             | F             | nie rozegrano | nie rozegrano | nie rozegrano | nie rozegrano | nie rozegrano | nie rozegrano | nie rozegrano | nie rozegrano | nie rozegrano | nie rozegrano |               |               |               |
| Paul Hunter Classic       | NH            | RR            | SF            | nie rozegrano | nie rozegrano | nie rozegrano | nie rozegrano | nie rozegrano | nie rozegrano | nie rozegrano | nie rozegrano | nie rozegrano | nie rozegrano |               |               |
| European Masters          | nie rozegrano | nie rozegrano | nie rozegrano | SF            | nie rozegrano | nie rozegrano | nie rozegrano | nie rozegrano | nie rozegrano | nie rozegrano | nie rozegrano | nie rozegrano | nie rozegrano | nie rozegrano |               |
| 10-Red World Championship | nie rozegrano | nie rozegrano | QF            | QF            | QF            | nie rozegrano | nie rozegrano | nie rozegrano | nie rozegrano | nie rozegrano | nie rozegrano | nie rozegrano | nie rozegrano | nie rozegrano | nie rozegrano |
| 6-Red World Championship  | nie rozegrano | nie rozegrano | SF            | 2R            | SF            | nie rozegrano | nie rozegrano | nie rozegrano | nie rozegrano | nie rozegrano | nie rozegrano | nie rozegrano | nie rozegrano | nie rozegrano | nie rozegrano |
| Tour Championship         | nie rozegrano | nie rozegrano | nie rozegrano | nie rozegrano | SF            | nie rozegrano | nie rozegrano | nie rozegrano | nie rozegrano | nie rozegrano | nie rozegrano | nie rozegrano | nie rozegrano | nie rozegrano | nie rozegrano |
| Winchester Open           | nie rozegrano | nie rozegrano | nie rozegrano | nie rozegrano | nie rozegrano | QF            | NH            |               |               |               |               |               |               |               |               |

## Finały w karierze

### Finały snookera kobiet: 10 (5-5)
| Rezultat   |   | Rok  | Turniej                                | Przeciwniczka    | Wynik | Przypisy      |
| ---------- | - | ---- | -------------------------------------- | ---------------- | ----- | ------------- |
| Finalistka | 1 | 2017 | Connie Gough Trophy                    | Maria Catalano   | 2–4   | [ 11 ] [ 12 ] |
| Finalistka | 2 | 2018 | LITEtask UK Women’s Championship       | Ng On Yee        | 1–4   | [ 13 ]        |
| Finalistka | 3 | 2018 | Eden Women’s Masters                   | Reanne Evans     | 0–4   | [ 14 ]        |
| Zwycięstwo | 1 | 2018 | Yorkshire Ladies Snooker Championship  | Shannon Metcalf  | 2–0   |               |
| Zwycięstwo | 2 | 2019 | Hong Kong Women’s Masters              | Bai Yulu         | 4–1   |               |
| Zwycięstwo | 3 | 2019 | Yorkshire Ladies Snooker Championship  | Shannon Metcalf  | 3–0   |               |
| Finalistka | 4 | 2020 | English Women’s Snooker Championship   | Emma Parker      | 0–2   | [ 15 ]        |
| Zwycięstwo | 4 | 2022 | English Women’s Snooker Championship   | Jamie Hunter     | 4–3   | [ 16 ]        |
| Finalistka | 5 | 2022 | US Women’s Open                        | Jamie Hunter     | 1–4   | [ 17 ]        |
| Zwycięstwo | 5 | 2024 | English Women’s Snooker Championship   | Tessa Davidson   | 3–2   | [ 18 ]        |
| Zwycięstwo | 6 | 2024 | 2024/2025 English Women’s Tour Event 1 | Ellise Scott     | 2–0   | [ 18 ]        |
| Zwycięstwo | 7 | 2024 | EBSA European Snooker Championship     | Anna Prysazhnuka | 4–1   | [ 5 ]         |

### Finały drużynowe w snookerze: 5 (1-4)
| Rezultat   |   | Rok  | Turniej                              | Zespół/Partner | Przeciwnicy                           | Wynik | Przypisy    |
| ---------- | - | ---- | ------------------------------------ | -------------- | ------------------------------------- | ----- | ----------- |
| Finalistka | 1 | 2017 | WWS World Mixed Doubles Championship | Dylan Mitchell | Sanderson Lam Katrina Wan             | 1–3   |             |
| Finalistka | 2 | 2022 | World Mixed Doubles                  | Mark Selby     | Neil Robertson Nutcharut Wongharuthai | 2–4   | [ 19 ]      |
| Finalistka | 3 | 2023 | WWS Snooker World Cup                | Reanne Evans   | Amee Kamani Anupama Ramachandran      | 3–4   | [ 20 ]      |
| Finalistka | 4 | 2024 | World Mixed Doubles (2)              | Mark Selby     | Luca Brecel Reanne Evans              | 2–4   | [ 21 ]      |
| Zwycięstwo | 1 | 2024 | EBSA Women’s Team                    | Tessa Davidson | Vania Franco Sarah Rocha              | 3–2   | [ 7 ] [ 8 ] |

### Finały bilardowe: 1 (0-1)
| Rezultat   |   | Rok  | Turniej                               | Przeciwniczka | Wynik   | Przypisy |
| ---------- | - | ---- | ------------------------------------- | ------------- | ------- | -------- |
| Finalistka | 1 | 2018 | Mistrzostwa Świata Kobiet w Bilardzie | Emma Bonney   | 209–329 | [ 1 ]    |